# Mathieu Frei
Pour les articles homonymes, voir Frei.
Mathieu Frei, né le 14 novembre 1987 en Nouvelle-Calédonie, est un skipper français.

## Carrière
Il est médaillé d'argent de 49er avec Noé Delpech aux Championnats du monde de voile 2018.